# Журавлівська сільська рада (Сімферопольський район)
Журавлі́вська сільська́ ра́да — адміністративно-територіальна одиниця та орган місцевого самоврядування в Сімферопольському районі Автономної Республіки Крим. Адміністративний центр — село Журавлівка.

## Загальні відомості
- Населення ради: 1 868 осіб (станом на 2001 рік)

## Населені пункти
Сільській раді були підпорядковані населені пункти:
- с. Журавлівка
- с. Сторожеве
- с. Сумське

## Склад ради
Рада складалася з 16 депутатів та голови.
- Голова ради: Кондратьев Владилен Володимирович
- Секретар ради: Дрьоміна Ніна Іванівна

### Керівний склад попередніх скликань
| Прізвище, ім'я, по батькові       | Основні відомості                                                             | Дата обрання | Дата звільнення |
| --------------------------------- | ----------------------------------------------------------------------------- | ------------ | --------------- |
| Глущенко Олександр Іванович       | Сільський голова, 1947 року народження, безпартійний                          | 26.03.2006   | 11.11.2007      |
| Кондратьєв Владлен Володимирович  | Сільський голова, 1958 року народження, позапартійна                          | 16.03.2008   | 31.10.2010      |
| Кондратьев Владилен Володимирович | Сільський голова, 1958 року народження, освіта незакінчена вища, безпартійний | 31.10.2010   |                 |

Примітка: таблиця складена за даними сайту Верховної Ради України

### Депутати
За результатами місцевих виборів 2010 року депутатами ради стали:

#### За суб'єктами висування
| Суб'єкт висування | Кількість обраних депутатів | %   |
| ----------------- | --------------------------- | --- |
| Партія регіонів   | 16                          | 100 |

#### За округами
| № округу        | Прізвище, ім'я, по батькові      | Дата визнання обраним | Освіта  | Партійна приналежність | Відомості про обраного депутата             |
| --------------- | -------------------------------- | --------------------- | ------- | ---------------------- | ------------------------------------------- |
| Партія регіонів |                                  |                       |         |                        |                                             |
| 1               | Драниця Світлана Костянтинівна   | 01.11.2010            | вища    | член Партії регіонів   | дитячий садок, завідувачка                  |
| 2               | Ромашкіна Лариса Олександрівна   | 01.11.2010            | вища    | член Партії регіонів   | Журавлівська загальноосвітня школа, вчитель |
| 3               | Краснобаєва Валентина Михайлівна | 01.11.2010            | середня | член Партії регіонів   | будинок культури, завгосп                   |
| 4               | Ростова Валентина Семенівна      | 01.11.2010            | середня | член Партії регіонів   | сільська рада, землевпорядник               |
| 5               | Тоцька Ганна Василівна           | 01.11.2010            | вища    | член Партії регіонів   | пенсіонер                                   |
| 6               | Гарлиєва Галина Михайлівна       | 01.11.2010            | середня | член Партії регіонів   | ВАТ"Партизан", бригадир                     |
| 7               | Замятіна Світлана Василівна      | 01.11.2010            | вища    | член Партії регіонів   | будинок культури, завідувачка               |
| 8               | Скляренко Надія Георгіївна       | 01.11.2010            | середня | член Партії регіонів   | ВАТ"Партизан", ветеринар                    |
| 9               | Дьоміна Ніна Іванівна            | 01.11.2010            | середня | член Партії регіонів   | сільська рада, секретар                     |
| 10              | Харченко Любов Михайлівна        | 01.11.2010            | середня | член Партії регіонів   | тимчасово не працює                         |
| 11              | Кучер Михайло Юрійович           | 01.11.2010            | середня | член Партії регіонів   | ВАТ"Партизан", робітник                     |
| 12              | Шевчук Олександр Борисович       | 01.11.2010            | середня | член Партії регіонів   | будинок культури, сторож                    |
| 13              | Ситнікова Катерина Володимирівна | 01.11.2010            | середня | член Партії регіонів   | фельдшерсько-акушерський пункт, завідувачка |
| 14              | Ібрагімова Фафзія Сабірівна      | 01.11.2010            | середня | член Партії регіонів   | , соціальний працівник                      |
| 15              | Козаченко Ганна Анатоліївна      | 01.11.2010            | середня | член Партії регіонів   | фельдшерсько-акушерський пункт, завідувачка |
| 16              | Єсіна Тетяна Олексіївна          | 01.11.2010            | середня | член Партії регіонів   | пошта, поштар                               |